# 印永嘉
印永嘉（1931年—），男，江苏常州人，中国物理化学家、化学教育家，曾任山东大学化学系系主任、教授、中国化学会理事。